# Церковь Святого Франциска (Пфорцхайм)
Церковь Святого Франциска (нем. Pfarrkirche St. Franziskus) — католическая приходская церковь, располагающаяся в центре баден-вюртембергского города Пфорцхайм — к юго-западу от церкви Святого Михаила; закладка первого камня в основание храма состоялась 23 сентября 1888 года, а 18 октября 1891 здание было освящено архиепископом Кристианом Роосом. В 1907 году окна хора были заменены; является памятником архитектуры.